# 2012-es junior rövidpályásgyorskorcsolya-világbajnokság
Az ausztráliai Melbourne-ben rendezték a junior rövidpályás gyorskorcsolyázók világbajnokságát 2012. február 24. és február 26. között, huszonkilenc ország részvételével.
Magyarországot három lány (Dénes Veronika, Kónya Zsófia, Tóth Patrícia) és négy fiú (Béres Bence, Burján Csaba, Liu Shaolin Sándor, Varnyú Alex) képviselte.

## Eredmények

### Éremtáblázat
| #        | nemzet      | arany | ezüst | bronz | összesen |
| -------- | ----------- | ----- | ----- | ----- | -------- |
| 1        | Dél-Korea   | 11    | 6     | 5     | 22       |
| 2        | Kína        | 1     | 4     | 3     | 8        |
| 3        | USA         | 0     | 1     | 2     | 3        |
| 4        | Litvánia    | 0     | 1     | 0     | 1        |
| 5        | Kanada      | 0     | 0     | 1     | 1        |
| 5        | Oroszország | 0     | 0     | 1     | 1        |
| összesen | összesen    | 12    | 12    | 12    | 36       |

### Éremszerzők
| versenyszám           | arany                                                              | ezüst                                                    | bronz                                                                                       |
| férfiak               |                                                                    |                                                          |                                                                                             |
| 500 m                 | Lee Hyo-been                                                       | Han Tien-jü                                              | Alexandre St-Jean                                                                           |
| 1000 m                | Park Se-yeong                                                      | Csen Tö-csüan                                            | Lee Hyo-been                                                                                |
| 1500 m                | Park Se-yeong                                                      | Lee Hyo-been                                             | John-Henry Krueger                                                                          |
| 1500 m-es szuperdöntő | Han Tien-jü                                                        | John-Henry Krueger                                       | Lee Hyo-been                                                                                |
| 3000 m-es váltó       | KOR · Kim Do-kyoum · Kim Joon-chun · Lee Hyo-been · Park Se-yeong  | CHN · Csen Tö-csüan · Csen Kuang · Han Tien-jü · Hszü Fu | USA · Adam Callister · Claude Gilbert · John-Henry Krueger · James Rodowsky                 |
| összetett             | Park Se-yeong                                                      | Lee Hyo-been                                             | Han Tien-jü                                                                                 |
| nők                   |                                                                    |                                                          |                                                                                             |
| 500 m                 | Shim Suk-hee                                                       | Agnė Sereikaitė                                          | Vang Hszüe                                                                                  |
| 1000 m                | Shim Suk-hee                                                       | Hwang Hyun-sun                                           | Vang Hszüe                                                                                  |
| 1500 m                | Shim Suk-hee                                                       | Hwang Hyun-sun                                           | Ahn Se-jung                                                                                 |
| 1500 m-es szuperdöntő | Hwang Hyun-sun                                                     | Ahn Se-jung                                              | Shim Suk-hee                                                                                |
| 3000 m-es váltó       | KOR · Ahn Se-jung · Cheon Hee-jung · Hwang Hyun-sun · Shim Suk-hee | CHN · Kuo Ji-han · Han Jü-tung · Csi Hszüe · Vang Hszüe  | RUS · Jekatyerina Baranok · Julija Kicsapova · Jekatyerina Sztrelkova · Jevgenyija Zaharova |
| összetett             | Shim Suk-hee                                                       | Hwang Hyun-sun                                           | Ahn Se-jung                                                                                 |

## Versenyszámok

### Férfiak

#### Összetett
| #     | ország       | név                  | pont | helyezés | helyezés  | helyezés  | legjobb idő |
| #     | ország       | név                  | pont | 500 m-en | 1000 m-en | 1500 m-en | legjobb idő |
| ----- | ------------ | -------------------- | ---- | -------- | --------- | --------- | ----------- |
|       | Dél-Korea    | Park Se-yeong        | 84   | 4        | 1         | 1         |             |
|       | Dél-Korea    | Lee Hyo-been         | 81   | 1        | 3         | 2         |             |
|       | Kína         | Han Tien-jü          | 63   | 2        | 4         | 8         |             |
| 4     | USA          | John-Henry Krueger   | 34   | 6        | 5         | 3         |             |
| 5     | Kína         | Csen Tö-csüan        | 26   | 7        | 2         | 7         |             |
| 6     | Kanada       | Alexandre St-Jean    | 24   | 3        | 14        | 4         |             |
| 7     | Kína         | Csen Kuang           | 8    | 5        | 15        | 6         | 2:16,365    |
| 8     | Dél-Korea    | Kim Joon-chun        | 5    | 63       | 7         | 5         | 2:16,465    |
| 9     | Japán        | Ivasza Dan           |      | 24       | 6         | 9         | 2:16,584    |
| 10    | Japán        | Jokojama Hiroki      |      | 15       | 20        | 11        | 2:19,966    |
| 11    | Hollandia    | Christiaan Bokkerink |      | 25       | 8         | 15        | 2:17,170    |
| 12    | Magyarország | Burján Csaba         |      | 18       | 9         | 23        | 2:20,983    |
| 13    | Kanada       | Yoan Gauthier        |      | 10       | 25        | 16        | 2:21,302    |
| 14    | Hongkong     | Lui Pan To Barton    |      | 11       | 26        | 19        | 2:22,468    |
| 15    | Ausztrália   | Pierre Boda          |      | 13       | 17        | 26        | 2:21,807    |
| 16    | USA          | Claude Gilbert       |      | 32       | 12        | 13        | 2:18,092    |
| 17    | Magyarország | Béres Bence          |      | 12       | 18        | 27        | 2:24,099    |
| 18    | Japán        | Szaito Kei           |      | 27       | 13        | 17        | 2:19,842    |
| [...] |              |                      |      |          |           |           |             |
| 28    | Magyarország | Liu Shaolin Sándor   |      | 23       | 24        | 28        | 2:19,937    |
| [...] |              |                      |      |          |           |           |             |
| 40    | Románia      | Gál-Oravecz István   |      | 43       | 32        | 45        | 2:24,314    |
| [...] |              |                      |      |          |           |           |             |
| 44    | Románia      | Imre Emil            |      | 40       | 46        | 40        | 2:27,599    |
| [...] |              |                      |      |          |           |           |             |

#### 500 m
| #          | ország       | név                | legjobb idő |
| ---------- | ------------ | ------------------ | ----------- |
|            | Dél-Korea    | Lee Hyo-been       | 42,098      |
|            | Kína         | Han Tien-jü        | 41,922      |
|            | Kanada       | Alexandre St-Jean  | 42,385      |
| 4          | Dél-Korea    | Park Se-yeong      | 42,187      |
| 5          | Kína         | Csen Kuang         | 42,420      |
| elődöntő   |              |                    |             |
| 6          | USA          | John-Henry Krueger | 42,300      |
| 7          | Kína         | Csen Tö-csüan      | 42,138      |
| 8          | Oroszország  | Dimitrij Migunov   | kizárva     |
| középdöntő |              |                    |             |
| [...]      |              |                    |             |
| 12         | Magyarország | Béres Bence        | 42,469      |
| [...]      |              |                    |             |
| előfutam   |              |                    |             |
| [...]      |              |                    |             |
| 18         | Magyarország | Burján Csaba       | 42,595      |
| [...]      |              |                    |             |
| 23         | Magyarország | Liu Shaolin Sándor | 43,750      |
| [...]      |              |                    |             |
| selejtező  |              |                    |             |
| [...]      |              |                    |             |
| 40         | Románia      | Imre Emil          | 45,476      |
| [...]      |              |                    |             |
| 43         | Románia      | Gál-Oravecz István | 46,082      |
| [...]      |              |                    |             |

#### 1000 m
| #          | ország       | név                  | legjobb idő |
| ---------- | ------------ | -------------------- | ----------- |
|            | Dél-Korea    | Park Se-yeong        | 1:26,619    |
|            | Kína         | Csen Tö-csüan        | 1:27,596    |
|            | Dél-Korea    | Lee Hyo-been         | 1:27,495    |
| 4          | Kína         | Han Tien-jü          | 1:27,104    |
| elődöntő   |              |                      |             |
| 5          | USA          | John-Henry Krueger   | 1:27,982    |
| 6          | Japán        | Ivasza Dan           | 1:27,675    |
| 7          | Dél-Korea    | Kim Joon-chun        | 1:27,298    |
| 8          | Hollandia    | Christiaan Bokkerink | 1:27,060    |
| 9          | Magyarország | Burján Csaba         | 1:27,326    |
| középdöntő |              |                      |             |
| [...]      |              |                      |             |
| előfutam   |              |                      |             |
| [...]      |              |                      |             |
| 18         | Magyarország | Béres Bence          | 1:30,455    |
| [...]      |              |                      |             |
| 24         | Magyarország | Liu Shaolin Sándor   | 1:29,785    |
| [...]      |              |                      |             |
| 32         | Románia      | Gál-Oravecz István   | 1:30,868    |
| [...]      |              |                      |             |
| selejtező  |              |                      |             |
| [...]      |              |                      |             |
| 46         | Románia      | Imre Emil            | 1:34,613    |
| [...]      |              |                      |             |

#### 1500 m
| #          | ország             | név                  | legjobb idő |
| ---------- | ------------------ | -------------------- | ----------- |
|            | Dél-Korea          | Park Se-yeong        | 2:20,059    |
|            | Dél-Korea          | Lee Hyo-been         | 2:14,546    |
|            | USA                | John-Henry Krueger   | 2:20,278    |
| 4          | Kanada             | Alexandre St-Jean    | 2:14,601    |
| 5          | Dél-Korea          | Kim Joon-chun        | 2:16,465    |
| 6          | Kína               | Csen Kuang           | 2:16,365    |
| elődöntő   |                    |                      |             |
| 7          | Kína               | Csen Tö-csüan        | 2:20,108    |
| 8          | Kína               | Han Tien-jü          | 2:14,728    |
| 9          | Japán              | Ivasza Dan           | 2:16,584    |
| 10         | Oroszország        | Dimitrij Migunov     | 2:17,100    |
| 11         | Japán              | Jokojama Hiroki      | 2:19,966    |
| 12         | Olaszország        | Tommaso Dotti        | 2:16,943    |
| 13         | USA                | Claude Gilbert       | 2:18,092    |
| 14         | Egyesült Királyság | Murray Cochrane      | 2:20,576    |
| 15         | Hollandia          | Christiaan Bokkerink | 2:17,170    |
| 16         | Kanada             | Yoan Gauthier        | 2:21,302    |
| 17         | Japán              | Szaito Kei           | 2:19,842    |
| 18         | Kanada             | David Goulet         | 2:21,374    |
| 19         | Hongkong           | Lui Pan To Barton    | 2:22,468    |
| középdöntő |                    |                      |             |
| [...]      |                    |                      |             |
| 23         | Magyarország       | Burján Csaba         | 2:20,983    |
| [...]      |                    |                      |             |
| 27         | Magyarország       | Béres Bence          | 2:24,099    |
| 28         | Magyarország       | Liu Shaolin Sándor   | kizárva     |
| [...]      |                    |                      |             |
| előfutam   |                    |                      |             |
| [...]      |                    |                      |             |
| 40         | Románia            | Imre Emil            | 2:27,599    |
| [...]      |                    |                      |             |
| 45         | Románia            | Gál-Oravecz István   | 2:24,314    |
| [...]      |                    |                      |             |

#### 1500 m-es szuperdöntő
| # | ország    | név                | legjobb idő |
| - | --------- | ------------------ | ----------- |
|   | Kína      | Han Tien-jü        | 2:38,889    |
|   | USA       | John-Henry Krueger | 2:39,045    |
|   | Dél-Korea | Lee Hyo-been       | 2:39,052    |
| 4 | Dél-Korea | Park Se-yeong      | 2:39,399    |
| 5 | Kína      | Csen Tö-csüan      | 2:58,167    |
| 6 | Kanada    | Alexandre St-Jean  | 3:12,925    |

#### 3000 m-es váltó
| #        | ország       | név                                                              | legjobb idő |
| -------- | ------------ | ---------------------------------------------------------------- | ----------- |
|          | Dél-Korea    | Kim Do-kyoum Kim Joon-chun Lee Hyo-been Park Se-yeong            | 4:00,649    |
|          | Kína         | Csen Tö-csüan Csen Kuang Han Tien-jü Hszü Fu                     | 4:02,922    |
|          | USA          | Adam Callister Claude Gilbert John-Henry Krueger James Rodowsky  | 4:06,420    |
| 4        | Magyarország | Béres Bence Burján Csaba Liu Shaolin Sándor Varnyú Alex          | 4:07,104    |
| elődöntő |              |                                                                  |             |
| 5        | Japán        | Ivasza Dan Ivasita Hidzsiri Szaito Kei Jokojama Hiroki           | 4:08,881    |
| 6        | Hollandia    | Christiaan Bokkerink Itzhak de Laat Mark Prinsen Adwin Snellink  | 4:11,922    |
| 7        | Oroszország  | Alekszandr Bubnov Dimitrij Migunov Pavel Paplin Eduard Sztrelkov | 4:08,405    |
| 8        | Németország  | Joel Dufter Leon Kaufmann-Ludwig Christoph Schubert Felix Spiegl | kizárva     |
| [...]    |              |                                                                  |             |

### Nők

#### Összetett
| #     | ország       | név                 | pont | helyezés | helyezés  | helyezés  | legjobb idő |
| #     | ország       | név                 | pont | 500 m-en | 1000 m-en | 1500 m-en | legjobb idő |
| ----- | ------------ | ------------------- | ---- | -------- | --------- | --------- | ----------- |
|       | Dél-Korea    | Shim Suk-hee        | 115  | 1        | 1         | 1         |             |
|       | Dél-Korea    | Hwang Hyun-sun      | 76   | 5        | 2         | 2         |             |
|       | Dél-Korea    | Ahn Se-jung         | 42   | 4        | 8         | 3         |             |
| 4     | Kína         | Vang Hszüe          | 39   | 3        | 3         | 5         |             |
| 5     | Litvánia     | Agnė Sereikaitė     | 26   | 2        | 5         | 8         |             |
| 6     | Kína         | Kuo Ji-han          | 14   | 13       | 4         | 6         |             |
| 7     | Kína         | Han Jü-tung         | 8    | 6        | 7         | 4         | 2:22,871    |
| 8     | Kanada       | Lea Thibault        |      | 11       | 6         | 13        | 2:27,125    |
| 9     | Oroszország  | Jevgenyija Zaharova |      | 14       | 10        | 12        | 2:29,523    |
| 10    | Oroszország  | Jekatyerina Baranok |      | 21       | 9         | 7         | 2:25,647    |
| 11    | Olaszország  | Elena Viviani       |      | 9        | 12        | 16        | 2:31,165    |
| 12    | USA          | Sarah Chen          |      | 19       | 11        | 11        | 2:25,844    |
| 13    | Olaszország  | Arianna Valcepina   |      | 7        | 14        | 22        | 2:41,787    |
| 14    | USA          | Sally Chea          |      | 12       | 19        | 14        | 2:31,076    |
| 15    | Ausztrália   | Deanna Lockett      |      | 20       | 17        | 9         | 2:23,300    |
| 16    | Csehország   | Lenka Zahumenska    |      | 22       | 15        | 15        | 2:36,381    |
| 17    | Magyarország | Dénes Veronika      |      | 24       | 13        | 18        | 2:27,312    |
| 18    | Japán        | Kikucsi Szumire     |      | 27       | 20        | 10        | 2:25,768    |
| [...] |              |                     |      |          |           |           |             |
| 33    | Magyarország | Kónya Zsófia        |      | 8        | 47        | 47        | kizárva     |
| [...] |              |                     |      |          |           |           |             |
| 36    | Magyarország | Tóth Patrícia       |      | 38       | 22        | 47        | kizárva     |
| 37    | Románia      | Balázs Tünde        |      | 37       | 28        | 42        | 2:58,117    |
| [...] |              |                     |      |          |           |           |             |

#### 500 m
| #          | ország       | név               | legjobb idő |
| ---------- | ------------ | ----------------- | ----------- |
|            | Dél-Korea    | Shim Suk-hee      | 44,113      |
|            | Litvánia     | Agnė Sereikaitė   | 44,765      |
|            | Kína         | Vang Hszüe        | 44,975      |
| 4          | Dél-Korea    | Ahn Se-jung       | 45,030      |
| elődöntő   |              |                   |             |
| 5          | Dél-Korea    | Hwang Hyun-sun    | 45,033      |
| 6          | Kína         | Han Jü-tung       | 44,820      |
| 7          | Olaszország  | Arianna Valcepina | 45,398      |
| 8          | Magyarország | Kónya Zsófia      | 44,929      |
| középdöntő |              |                   |             |
| [...]      |              |                   |             |
| előfutam   |              |                   |             |
| [...]      |              |                   |             |
| 24         | Magyarország | Dénes Veronika    | kizárva     |
| [...]      |              |                   |             |
| selejtező  |              |                   |             |
| [...]      |              |                   |             |
| 37         | Románia      | Balázs Tünde      | 47,241      |
| 38         | Magyarország | Tóth Patrícia     | 47,460      |
| [...]      |              |                   |             |

#### 1000 m
| #          | ország       | név             | legjobb idő |
| ---------- | ------------ | --------------- | ----------- |
|            | Dél-Korea    | Shim Suk-hee    | 1:30,208    |
|            | Dél-Korea    | Hwang Hyun-sun  | 1:30,314    |
|            | Kína         | Vang Hszüe      | 1:30,465    |
| 4          | Kína         | Kuo Ji-han      | 1:32,454    |
| elődöntő   |              |                 |             |
| 5          | Litvánia     | Agnė Sereikaitė | 1:32,550    |
| 6          | Kanada       | Lea Thibault    | 1:35,489    |
| 7          | Kína         | Han Jü-tung     | 1:33,971    |
| 8          | Dél-Korea    | Ahn Se-jung     | kizárva     |
| középdöntő |              |                 |             |
| [...]      |              |                 |             |
| 13         | Magyarország | Dénes Veronika  | 1:33,569    |
| [...]      |              |                 |             |
| előfutam   |              |                 |             |
| [...]      |              |                 |             |
| 22         | Magyarország | Tóth Patrícia   | 1:36,260    |
| [...]      |              |                 |             |
| 28         | Románia      | Balázs Tünde    | 1:40,047    |
| [...]      |              |                 |             |
| selejtező  |              |                 |             |
| [...]      |              |                 |             |
| 42         | Magyarország | Kónya Zsófia    | kizárva     |

#### 1500 m
| #        | ország       | név                 | legjobb idő |
| -------- | ------------ | ------------------- | ----------- |
|          | Dél-Korea    | Shim Suk-hee        | 2:21,987    |
|          | Dél-Korea    | Hwang Hyun-sun      | 2:22,069    |
|          | Dél-Korea    | Ahn Se-jung         | 2:22,183    |
| 4        | Kína         | Han Jü-tung         | 2:22,871    |
| 5        | Kína         | Vang Hszüe          | 2:27,058    |
| 6        | Kína         | Kuo Ji-han          | 2:23,308    |
| elődöntő |              |                     |             |
| 7        | Oroszország  | Jekatyerina Baranok | 2:25,647    |
| 8        | Litvánia     | Agnė Sereikaitė     | 2:25,736    |
| 9        | Ausztrália   | Deanna Lockett      | 2:23,300    |
| 10       | Japán        | Kikucsi Szumire     | 2:25,768    |
| 11       | USA          | Sarah Chen          | 2:25,844    |
| 12       | Oroszország  | Jevgenyija Zaharova | 2:29,523    |
| 13       | Kanada       | Lea Thibault        | 2:27,125    |
| 14       | USA          | Sally Chea          | 2:31,076    |
| 15       | Csehország   | Lenka Zahumenska    | 2:36,381    |
| 16       | Olaszország  | Elena Viviani       | 2:31,165    |
| 17       | Hollandia    | Lois Kloor          | 2:38,818    |
| 18       | Magyarország | Dénes Veronika      | 2:27,312    |
| 19       | Kazahsztán   | Darja Goncsarova    | 2:40,223    |
| előfutam |              |                     |             |
| [...]    |              |                     |             |
| 42       | Románia      | Balázs Tünde        | 2:58,117    |
| 43       | Magyarország | Kónya Zsófia        | kizárva     |
| 43       | Magyarország | Tóth Patrícia       | kizárva     |
| [...]    |              |                     |             |

#### 1500 m-es szuperdöntő
| # | ország    | név             | legjobb idő |
| - | --------- | --------------- | ----------- |
|   | Dél-Korea | Hwang Hyun-sun  | 2:39,144    |
|   | Dél-Korea | Ahn Se-jung     | 2:39,265    |
|   | Dél-Korea | Shim Suk-hee    | 2:39,394    |
| 4 | Kína      | Vang Hszüe      | 2:39,963    |
| 5 | Litvánia  | Agnė Sereikaitė | 2:46,231    |
| 6 | Kína      | Kuo Ji-han      | 3:47,745    |

#### 3000 m-es váltó
| #        | ország      | név                                                                             | legjobb idő |
| -------- | ----------- | ------------------------------------------------------------------------------- | ----------- |
|          | Dél-Korea   | Ahn Se-jung Cheon Hee-jung Hwang Hyun-sun Shim Suk-hee                          | 4:14,800    |
|          | Kína        | Kuo Ji-han Han Jü-tung Csi Hszüe Vang Hszüe                                     | 4:17,711    |
|          | Oroszország | Jekatyerina Baranok Julija Kicsapova Jekatyerina Sztrelkova Jevgenyija Zaharova | 4:23,275    |
| 4        | Kanada      | Genève Bélanger Audrey Phaneuf Courtney Shmyr Lea Thibault                      | 4:23,367    |
| elődöntő |             |                                                                                 |             |
| 5        | Olaszország | Nicole Martinelli Ylenia Tota Arianna Valcepina Elena Viviani                   | 4:24,079    |
| 6        | USA         | Sally Chea Jacqueline Chen Sarah Chen Kendal Pumphrey                           | 4:28,705    |
| 7        | Japán       | Kikucsi Szumire Nanri Toko Nanri Juki Tacumi Kjoko                              | 4:30,805    |
| 8        | Kazahsztán  | Gulnur Ganyijeva Darja Goncsarova Anna Szamarina Marija Zincsenko               | 4:43,688    |